# Emilia Rivadeneira
Emilia Rivadeneira Valencia (Quito, Ecuador, 13 de noviembre de 1839 - Quito, Ecuador, 8 de septiembre de 1916) fue una grabadora ecuatoriana de la segunda mitad del siglo XIX. Fue la primera mujer grabadora del Ecuador. Practicó e investigó sobre las técnicas y formatos. Retrató a los más ilustres personajes de la época y fue una pionera en el diseño y elaboración de los primeros sellos postales del Ecuador.  

## Biografía
Emilia Rivadeneira nació en el barrio de San Marcos, Quito, el 13 de noviembre de 1839, y se trata probablemente de la primera mujer artista del grabado en el Ecuador, fue quien buriló y grabó el primer sello postal en su país, en 1865, mediante un contrato que su padre, el tipógrafo Manuel Rivadeneira, firmó con el gobierno ecuatoriano en el período de Gabriel García Moreno. Además grabó la efigie y el escudo del Ecuador para la moneda de 5 francos en 1858.
Su primer trabajo conocido corresponde a 1856 y se trata de la representación de la imagen de la beata Mariana de Jesús (1618-1645) —incluida en una edición quiteña en los talleres gráficos de Vicente Valencia— en una biografía de la virgen realizada por Jacinto Morán de Butrón, cuando Emilia tenía tan solo 17 años.
Hacia 1912, elaboró otro grabado sobre la Azucena de Quito —basado en una obra atribuida al confesor de la beata, el padre Hernando de la Cruz— más estilizado, que se utilizó para conmemorar el tercer centenario del nacimiento de la beata, en 1918. En esta imagen de la santa, aparece en un segundo plano, como fondo, la Catedral de Quito y el Palacio de Carondelet.
Se sabe que el presidente García Moreno fue su mecenas, y que Emilia dedicó a su efigie cinco grabados. También se ocupó de otros mandatarios como Juan José Flores, su hijo Antonio Flores Jijón, y Luis Cordero Crespo. También creó imágenes de varias vírgenes de gran devoción en el país: Nuestra Señora del Rosario de Baños, de Las Lajas, del Cisne y del Quinche, entre otras. Además, trabajó en las representaciones de San Francisco de Asís y San Antonio de Padua, la imagen del papa León XIII y los retratos de escritores como Quintiliano Sánchez, Juan Montalvo y Emilia Serrano de Wilson.
Hacia 1893, se sabe que Emilia vivió en la calle Flores, en el centro de Quito, y que allí dictaba clases de grabado.
Para defender los derechos territoriales ecuatorianos, probablemente en los dos períodos de Eloy Alfaro y el de Leonidas Plaza Gutiérrez, dispusieron que el sacerdote dominico Enrique Vacas Galindo elaborara su estudio Colección de documentos sobre límites ecuatoriano-peruanos. En los dos primeros, de tres volúmenes, recogió nuevas grabaciones realizadas por Emilia en 1902 y 1903: los mapas del Virreinato del Perú (elaborado originalmente en 1792), del militar español Andrés Baleato  y el de la Real Audiencia de Quito (cuyo original fue hecho en 1779), del militar español Francisco de Requena.
Un cuarto de siglo antes, en 1875, ella había hecho una grabación del plano de Quito de Juan Bautista Menten. La plancha original del segundo mapa, trabajado en cobre, y del tercero reposan en la mapoteca de la Cancillería del Ecuador.
Hasta 1887, firmó sus obras como Emilia Rivadeneira, a partir de julio de aquel año, cambió la grafía de su apellido a Ribadeneira, aunque en varios de sus trabajos utilizó su nombre de casada Emilia Rivadeneira de Héguy o tan solo sus iniciales: E. R.
Existe un fragmento de un cartel de anuncio de una corrida de toros que se realizó el 18 de febrero de 1940 en la Plaza de Toros Arenas de Quito, en donde consta la cabeza de un toro grabado por Emilia.
La ilustre grabadora falleció con neumonía el 8 de septiembre de 1916, en Quito. Ahora, poco después de haberse cumplido los cien años de su muerte, su producción artística, que es patrimonio cultural del Ecuador, está desperdigada en varias bibliotecas. Además una calle al sur de Quito fue nombrada en su memoria.
Tres importantes estudiosos de la vida y obra de Emilia son el filatelista Rodrigo Páez Terán, el genealogista Fernando Jurado Noboa y el investigador Gustavo Salazar Calle.

## Obras
En un escrito suyo fechado en julio de 1887 rubricó como “Emilia Ribadeneira de Héguy”, aunque en varios de sus trabajos tan sólo haya registrado “E. R.”, “Emilia R.” y en alguno “E. R. de Héguy” 
Para sustentar su oficio ante las autoridades ecuatorianas en el único documento conocido en que registró ciertos datos biográficos suyos, Emilia apuntó lo siguiente:

“Habiendo yo desde mi niñez tomado entre mis dedos el buril, también me he preguntado: ¿por qué nuestro gobierno contrata con los Yankees la estampa de sus timbres y sellos, en vez de contratarla con una hija del país, que puede hacerlos tan buenos como se necesitan?”

y líneas más abajo

“Largo tiempo he trabajado en el arte del grabado, y en algo se han estimado mis labores. Apoyo quiero y busco en mi patria, pues por amor a ella desprecié la pensión de cien soles mensuales que me ofrecía el Gobierno del Perú para que me estableciese en Lima”.

Un anónimo cronista en el folleto titulado Algo sobre el sistema proteccionista (1887), en donde se recoge el escrito mencionado de Emilia fue publicado para promover su calidad artística, registró:

“Hoy por hoy, nos limitamos a dar algunas muestras de la especialidad de que tratamos.

Quizá no muy tarde obtendríamos la justicia que pedimos para nuestra distinguida artista.
También nos prometemos animarla a trabajar una copiosa y variada serie de retratos de nuestras celebridades nacionales, antiguas y modernas, que constituya un álbum con que puedan adornarse los gabinetes y las bibliotecas. Esos retratos podrán llevar al pie datos curiosos para los estudios históricos y biográficos.

Como la presente publicación será enviada a un a países distantes, aprovechamos la ocasión para avisar a nuestros lectores, que la Señora Ribadeneira se ocupará gustosa en cualquier labor que se la encomiende por lo tocante al grabado”.

Su trabajo artístico consta en:
- Primer Sello postal del Ecuador (1865)
- Moneda de 5 Francos (1858)

### Grabados
- Representación de Mariana de Jesús (1856)
- Retrato de Fray José María de Jesús Yerovi (1867)
- Retrato de Gabriel García Moreno (1876)
- Retrato de Emilia Serrano, Baronesa de Wilson (1880)
- Retrato del General Francisco J. Salazar (1883)
- Retrato de Antonio Flores Jijón (1887)
- Retrato de Juan Montalvo (1889)
- Retrato de Luis Cordero Crespo (1891)
- Retrato de Manuel Cririboga Alvear (1896)
- Papa León XIII (1897)
- San Antonio de Padua (1899)
- Mapa del Virreinato de Perú por Andrés Baleato (1902)
- Mapa de la Real Audiencia de Quito por Francisco de Requena de 1779 (1903)
- Imagen de La Dolorosa (1907)
- Representación de Mariana de Jesús (1912)
- Nuestra Señora de Las Lajas (sin fecha)
- Nuestra Señora del Quinche (sin fecha)
- Nuestra Señora del Rosario de Agua Santa, que se venera en la Iglesia Parroquial de Baños (sin fecha)
- San Francisco de Asís (sin fecha)
- Retrato de Juan José Flores (sin fecha)
- Representación de Santa Rita de Casia (sin fecha)

El sello postal y la moneda se conservan en el Museo Numismático del Banco Central del Ecuador; los grabados se conservan en volúmenes de la Biblioteca del Ministerio de Cultura del Ecuador y la Biblioteca Ecuatoriana Aurelio Espinosa Pólit, en la Mapoteca del Ministerio de Relaciones Exteriores del Ecuador en Quito.

## Reconocimientos
Una calle al sur de Quito fue nombrada en su memoria.